# بيرت ميلارد
بيرت ميلارد (بالإنجليزية: Bert Millard) (1 أكتوبر 1898 بويست بروميتش في المملكة المتحدة - ) هو لاعب كرة قدم بريطاني (وحمل سابقاً جنسية المملكة المتحدة لبريطانيا العظمى وأيرلندا) في مركز الهجوم. لعب مع برمنغهام سيتي وتشارلتون أثلتيك وكارديف سيتي وكريستال بالاس وكوفنتري سيتي ونادي باري تاون يونايتد ونادي ليمنجتون.